# ФК „Тринити Злин“
Футболен клуб „Тринити Злин“ (на чешки: Football Club Trinity Zlín) е чешки футболен клуб от град Злин, играещ в най-високия ешелон на чешкото първенство.

## Срещи с български отбори
Отборът (с предишно наименование „Фастав“) се е срещал с български отбори в приятелски срещи.

### „Лудогорец“
С „Лудогорец“ се е срещал един път в контролен мач. Мачът се играе на 4 февруари 2017 г. в турския курорт Белек като завършва 2 – 1 за „Лудогорец“.

## Предишни имена
| Години      | Име                                                                                       |
| ----------- | ----------------------------------------------------------------------------------------- |
| 1919 – 1922 | СК „Злин“ Sportovní klub Zlín                                                             |
| 1922 – 1948 | СК „Батя“ Sportovní klub Baťa Zlín                                                        |
| 1948 – 1949 | СК „Ботострой“ Závodní klub Botostroj I. Zlín                                             |
| 1949 – 1950 | ЗСЕ „Сокол Свит Готвалдов“ Závodní sportovní jednota Sokol Svit Gottwaldov                |
| 1950 – 1951 | ЗСЕ „Свит Готвалдов“ Závodní sportovní jednota Svit Gottwaldov                            |
| 1951 – 1953 | ЗСЕ „Свит Подвесна Готвалдов“ Závodní sportovní jednota Svit Podvesná Gottwaldov          |
| 1953 – 1954 | ДСО „Искра Подвесна Готвалдов“ Dobrovolná sportovní organizace Jiskra Podvesná Gottwaldov |
| 1954 – 1958 | ТЕ „Искра Подвесна Готвалдов“ Tělovýchovná jednota Jiskra Podvesná Gottwaldov             |
| 1958 – 1989 | ТЕ „Готвалдов“ Tělovýchovná jednota Gottwaldov                                            |
| 1989 – 1990 | СК „Злин“ Sportovní klub Zlín                                                             |
| 1990 – 1996 | ФК „Свит“ Football Club Svit Zlín, a.s.                                                   |
| 1996 – 1997 | ФК „Злин“ Football Club Zlín, a.s.                                                        |
| 1997 – 2001 | ФК „Свит“ Fotbalový klub Svit Zlín, a.s.                                                  |
| 2001 – 2002 | ФК „Злин“ Fotbalový klub Zlín, a.s.                                                       |
| 2002 – 2012 | ФК „Тескома“ Football Club Tescoma Zlín, a.s.                                             |
| 2012 – 2022 | ФК „Фастав“ Football Club Fastav Zlín, a.s.                                               |
| 2022 – 2023 | ФК „Тринити Злин“ Football Club TRINITY Zlín, a. s.                                       |
| 2023 -      | ФК „Злин“ Football Club Zlín, a. s.                                                       |

## Успехи
в  Чехия:
- Купа на Чехия:
  -  Носител (1): 2016/17
- Суперкупа на Чехия и Словакия:
  -  Носител (1): 2017
- Гамбринус лига:
  - 6-о (1): 2016/17

в  Чехословакия:
- Купа на Чехословакия:
  -  Носител (1): 1969/70 (като „ТЕ Готвалдов“)
- Държавна лига: (1 ниво)
  -  Сребърен медал (1): 1945/46
- Моравско-Силезка дивизия/Регионална лига-Готвалдов/Областна лига: (2 ниво)
  -  Шампион (1): 1937/38, 1952, 1956

в  Бохемия и Моравия: (1939 – 1944)
- Народна лига: (1 ниво)
  -  Бронзов медал (2): 1942/43, 1943/44